# 도미니크 코어
도미니크 코어(독일어: Dominik Kohr, 1994년 1월 31일 ~ )는 독일의 축구 선수로, 현재 독일 분데스리가의 1. FSV 마인츠 05에서 미드필더로 활약하고 있다.